# モチノキ目
|  | アムボレラ目 スイレン目 アウストロバイレヤ目 センリョウ目 カネラ目 コショウ目 クスノキ目 モクレン目 ショウブ目 オモダカ目 ヤマノイモ目 タコノキ目 ユリ目 キジカクシ目 ダシポゴン科 ヤシ目 イネ目 ツユクサ目 ショウガ目 マツモ目 キンポウゲ目 アワブキ科 ヤマモガシ目 ツゲ目 ヤマグルマ目 グンネラ目 ハマビシ目 ニシキギ目 キントラノオ目 カタバミ目 マメ目 バラ目 ウリ目 ブナ目 フウロソウ目 フトモモ目 クロッソソマ目 ムクロジ目 フエルテア目 アブラナ目 アオイ目 ブドウ目 ユキノシタ目 ビワモドキ科 ベルベリドプシス目 ビャクダン目 ナデシコ目 ミズキ目 ツツジ目 ガリア目 リンドウ目 シソ目 ナス目 モチノキ目 セリ目 キク目 マツムシソウ目 |

モチノキ目 (モチノキもく、Aquifoliales) は被子植物の目の一つ。

## 分類
5科に約20属550種が属する。
- ヤマイモモドキ科 Cardiopteridaceae - 5属43種
- Stemonuraceae - 12属95種
- モチノキ科 Aquifoliaceae - 1属400種 モチノキ属
- ハナイカダ科 Helwingiaceae - 1属3種 ハナイカダ
- Phyllonomaceae - 1属4種 Phyllonoma

APG植物分類体系で新設された目であり、真正キク類 II（キキョウ類）で最初に分岐した群であるとされる。過去の分類体系ではニシキギ目に含まれていた科が多い。ハナイカダはミズキ科に含まれていた。

### 系統
次のような系統樹が得られている。
|  | ヤマイモモドキ科 |
|  |                  |
|  | Stemonuraceae    |
|  |                  |

|  | モチノキ科                                                      |
|  |                                                                 |
|  | \| \| ハナイカダ科 \| \| \| \| \| \| Phyllonomaceae \| \| \| \| |
|  |                                                                 |
|  | ハナイカダ科                                                    |
|  |                                                                 |
|  | Phyllonomaceae                                                  |
|  |                                                                 |

|  | ハナイカダ科   |
|  |                |
|  | Phyllonomaceae |
|  |                |

|  | ヤマイモモドキ科 |
|  |                  |
|  | Stemonuraceae    |
|  |                  |

|  | モチノキ科                                                      |
|  |                                                                 |
|  | \| \| ハナイカダ科 \| \| \| \| \| \| Phyllonomaceae \| \| \| \| |
|  |                                                                 |
|  | ハナイカダ科                                                    |
|  |                                                                 |
|  | Phyllonomaceae                                                  |
|  |                                                                 |

|  | ハナイカダ科   |
|  |                |
|  | Phyllonomaceae |
|  |                |

ハナイカダ科とPhyllomonaceae（フィロモナ科）は葉上花序を特徴とする。